# Cynthia Nolanová-Reedová
Violeta Cynthia Nolanová-Reedová (1908–1976) byla australskou autorkou a galeristkou, která v Austrálii v období od počátku do poloviny 30. let propagovala moderní umění a design. Byla klíčovou členkou skupiny Heide Circle blízkou Sunday a Johnu Reedovým.  Později přesídlila do Londýna a nadále hojně cestovala. Za Sidneyho Nolana se provdala roku 1948. Ačkoliv se posléze ve zlém rozešla se svojí švagrovou Sunday Reedovou, John Reed Cynthii po její smrti v roce 1976 označil za manželčinu „nejlepší kamarádku“.  Po své smrti se stala středobodem pozornosti kvůli rozsáhlému veřejnému sporu mezi jejím manželem a australským autorem Patrickem Whitem. 

## Mládí
Cynthia Reedová se narodila do zámožné rodiny na Mount Pleasant blízko Launcestonu v Tasmánii, a přestože tak byla během dětství a dospívání dobře finančně zabezpečená, znepokojoval ji přílišný evangelikalismus a patriarchální přísnost jejího rodinného života.  Prvky odcizení se od rodiny jsou k nalezení napříč její literární tvorbou, která je podložená jejími zkušenostmi s psychoanalýzou a čtením Freudovské teorie a textů. Několik let strávila na dívčí internátní škole The Hermitage v Geelong, poté se odstěhovala do Melbourne za svojí sestrou Dr. Margaret Reedovou. Koncem 20. let měla milostný poměr s dirigentem orchestru Bernardem Heinzem, což jí pomohlo rozšířit si kulturní a intelektuální obzory a přidala se tak ke skupině avantgardních umělců a nadšenců vzniklé v Melbourne kolem jejího bratra Johna Reeda.  S Heinzem měla v té době poměr i Sunday Reedová, oba však skončily rozchodem a Cynthia začala svou terapii psychoanalýzou. 
Do zahraničí Cynthia vycestovala roku 1929. Nejprve v Londýně vyhledávala tehdejší divadlo, umění, design a hudbu, poté pobývala u bohatých rodin v Německu a Rakousku, mimo jiné v tehdejším Königsbergu ve Východním Prusku, v Berlíně a ve Vídni. Jelikož se pohybovala mezi židovskými intelektuály, v dopisech domů do Austrálie psala o stoupajícím antisemitismu ve Výmarské republice. 
Roku 1931 se vrátila do Austrálie a v Sydney trávila čas s Markem Anthonym Bracegirdlem a jeho rodinou. Převzala od nich radikální způsob politického smýšlení, kterým následně přesvědčila Johna Reeda k osvojení komunistických myšlenek.  Místem jejího největšího úspěchu se však stal Melbourne, kde byla v místních novinách považována za celebritu. Na svatbě Johna a Sunday v lednu roku 1932 byla jedinou družičkou a než se přestěhovali do [Heide], žila spolu s nimi po nějaký čas na Melbournském předměstí South Yarra, čímž společně vytvořili poměrně častý triangulovaný rodinný model, ve kterém manželský pár potřebuje blízkou emocionální podporu třetí osoby.  Mezi členy Heide Circle Cynthia vynikala především svými osobními zkušenostmi s tehdejším mezinárodním uměním a designem a tyto zkušenosti obohacovaly především ty, kteří z Austrálie nikdy nevycestovali. Přestože se později vzájemně odcizily, Sunday a Cynthia Reedové měly podobný vkus a záliby a neustále si vyměňovaly psaníčka a dary, ať už se jednalo o oblečení, nebo o semínka a rostliny do zahrady v Heide.

## Podnikatelská činnost
Koncem roku 1932 začala Cynthia organizovat výstavy v obchodě s nábytkem založeném Frederickem Wardem, spolubydlícím Johna Reeda z 20. let, a ve své galerii představila celou řadu umělců od Thei Proctorové po Iana Fairweathera. Expozicí diskvalifikovaného příspěvku do soutěže o cestovatelské stipendium Národní galerie Victoria od Sama Atyea z roku 1932 ve výloze její galerie na Collins Street nejen upoutala pozornost mnoha lidí,  ale postavila se také na odpor oficiální cenzuře umělecké inovace ze strany australských muzeí umění a státních uměleckých škol a stala se tak předním zastáncem modernismu. Později se z Wardových bývalých prostor přestěhovala na Little Collins Street. Její galerie klientům nabízela služby modernistického interiérového designu včetně nábytku od Warda a Atyea, tkanin od Michaela O’Connella a tapet dovážených z Německa. Cynthia samotná navrhla minimálně jeden kus nábytku.  Další významná příležitost se jí naskytla roku 1933, kdy se jednalo o zajištění nábytku a doplňků pro Alleyne Clarice Zanderovou a její výstavu britského moderního umění v budově Herald. Dále také zřizovala zakázky na nástěnné malby pro mladé melbournské umělce včetně Moyi Dyringové. Cynthiina galerie patřila ve 30. letech v Austrálii k nejprominentnějším sprostředkovatelům propagace moderního umění a designu a ona se tak seznámila s řadou příznivců včetně Maie Caseyové a Mary Alice Evattové, se kterými se dlouhodobě spřátelila.

## Filmová a ošetřovatelská kariéra
Svou galerii však opustila a roku 1935 již bydlela v Sydney, kde pod pseudonymem Miss Liesl Fels studovala tehdejší tanec evropského stylu. V tom samém čase neuspěla u kamerové zkoušky studia Cinesound Productions Kena G. Halla, přestože měla za sebou konkurs v Londýně z roku 1929. Zřejmě dostala roli ve velkém projektu Pata Hanny v Melbourne, který však po Hannově odchodu ze společnosti Franka W. Thringa zůstal nedokončen. Cynthia v roce 1936 ze Sydney odplula ve společnosti amerického divadelního producenta, o kterém bez bližších podrobností ve svých dopisech Johnovi a Sydney Reedovým psala jako o Michaelovi. V Hollywoodu se však rozešli a Cynthia zde zůstala po dobu šesti měsíců, během kterých se znovu pokoušela prosadit ve filmovém herectví. Touto dobou však také podstoupila několik lékařských zákroků včetně kosmetické zubní chirurgie a dvojité mastektomie, což ji vedlo k tomu, že upustila od své touhy stát se filmovou hvězdou, aby se mohla přihlásit na ošetřovatelský kurz v Chicagu. Vzhledem k imigračním zákonům však byla po šesti měsících přinucena USA opustit a svůj výcvik pokračovala v Nemocnici sv. Tomáše v Londýně. Zůstala v kontaktu s australskými emigranty včetně Clarice Zanderové a Sama Atyea. Na počátku druhé světové války pracovala v americké nemocnici v Paříži. Poté se přesídlila do New Yorku a studovala tam psychiatrické ošetřovatelství na Psychiatrické klinice Payna Whitneyho. Následně se vrátila do Melbourne, kde zjistila, že je těhotná. Sunday Reedová si přála dítě adoptovat a Cynthia se tak se svou novorozenou dcerou roku 1941 vrátila do Sydney a usadila se zde na předměstí Wahroonga. 

## Manželství se Sidney Nolanem a pozdější kariéra
V průběhu 40. let se Cynthia zaměřila na psaní románů a je autorkou dvou autobiografií: Lucky Alphonse (1944)  a Daddy Sowed A Wind! (1947).  Na rozdíl od tehdejší normy sociálního realismu australské beletrie se jedná o díla v modernistickém stylu a první kniha se dočkala mírného úspěchu. Se Sidney Nolanem, který opustil domácnost Reedových v Heide, se po pouhé tříměsíční známosti vzali v březnu roku 1948. Cynthiiny kontakty jak v uměleckých kruzích, tak z vyšších společenských vrstev v Novém Jižním Walesu Sidneymu pomohly se téměř okamžitě prosadit jako prominentnímu a úspěšnému uměleci a jeho renomé stoupalo rychleji, než tomu bylo za podpory Johna a Sunday Reedových.  Cynthia veškerý svůj talent jako galeristka věnovala pouze Nolanovi. M.E. McGuire o jejich manželství napsal: „Byli pořád spolu a jejich životy a práce byly tak vzájemně propojené, že by se daly zaměnit.“  Underhillová zase napsala: „[Sidney Nolan] dosáhl usazeného rodinného života. Cynthia získala partnera a účel. Hlavní však bylo to, že se navzájem považovali za intelektuálně rovnocenné a respektovali a podporovali pracovní zvyky toho druhého.“ 
Roku 1952 se Nolanovi z Austrálie odstěhovali a pronajali si bydlení v Británii. Následujících pár let hojně cestovali, nakonec se ale usadili v londýnské čtvrti Putney, kde si v roce 1960 koupili byt. Cynthia napsala několik cestopisů založených na dlouhých zahraničních cestách svého manžela, který je sám ilustroval. Tyto cestopisy také často vyobrazovaly náznaky povědomí o problematice postkolonialismu. Cynthia se starala především o propagaci a organizaci manželových výstav. Během 50. a 60. let se znala s mnoha nejvýznamnějšími britskými tvůrčími talenty a mezi své známosti řadila osobnosti, jakými byli například Kenneth Clark a Benjamin Britten. Manželé spolu strávili dva roky v USA (1958-1959). Sidney během této doby získal členství ve spolku Harkness Fellowship, Cynthii však byla diagnostikována tuberkulóza, která byla nejspíše příčinou předchozích dlouhotrvajících zdravotních problémů. Přestože v New Yorku podstoupila úspěšnou léčbu, konec 60. let a 70. léta se vyznačovala zvýšeným napětím v jejich manželství a zhoršením jejího psychického stavu. Poté, co provedla pečlivou přípravu organizace a likvidace vlastního majetku zahrnujícího spisy a umělecké práce, se 24. listopadu 1976  v londýnském hotelu předávkovala prášky na spaní. 

## Pozdější vliv
Cynthia Nolanová-Reedová postupně upadala v zapomnění a teprve autobiografie Patricka Whita Flaws in the Glass (1981) obsahovala vylíčení její osobnosti a úspěchů. Autobiografie však zároveň představovala surový útok jak na jejího manžela, tak na její odpůrce a závistivce z řad podprůměrných australských současníků. Tato pasáž byla také prvním prominentním potvrzením toho, že si život vzala sama, a stala se tak příčinou rozsáhlého veřejného sporu mezi Whitem a Nolanem. V roce 1994 vyšel její soubor cestopisů Outback and Beyond,  ve které však byly vynechány některé nekonvenční a politické pasáže.  Během 90. let sesbíraly akademičky Grant a McGuire přímé výpovědi od jejích stále žijících příbuzných, přátel a kolegů, které později publikovaly v disertační práci (Grant, 2002)  a její biografii (McGuire, 2016).  Nancy Underhillová se ve své biografii Sidneyho Nolana o Cynthii zmiňuje jako o zakladatelce Heide mytologie a manažerce manželovy kariéry. 